# Browsing
browsing prové del verb anglès to browse, i originàriament es feia servir per referir-se a l'acció d'alimentar-se de fulles, branques o altres tipus de vegetació, principalment els animals herbívors. Etimològicament el terme ve del francès broster, i va passar a formar part de la llengua anglesa amb motiu de la conquesta normanda d'Anglaterra, durant la qual el francès va convertir-se en llengua oficial i era parlat per les classes dirigents. El seu origen remot és dubtós, tot i que és probable que provingui de brost, terme d'arrel germànica que significa "brot". Amb el temps el seu significat va ampliar-se fins a arribar a designar l'acció de mirar objectes a la venda de manera casual i per plaer. Ja en el segle xx, i amb l'aparició de les ciències de la informació, el terme ha passat a designar una estratègia de cerca d'informació.

## Browsing a les ciències de la informació
Birger Hjørland (2011b), professor de la Royal School of Library and Information Science de Copenhagen, va definir el browsing com l'examen ràpid de la rellevància d'una sèrie d'objectes. L'enfocament de Hjørland (2011a) és de caràcter social, ja que considera que el browsing és un tipus d'estratègia d'informació que està formada per les nostres teories, expectatives i subjectivitat, i ha estat qüestionat per la professora i investigadora de la Universitat de Los Angeles Marcia J. Bates, donant lloc a una controvèrsia. A diferència de Hjørland, Bates relaciona el browsing amb les teories psicològiques del comportament, definint-lo com l'expressió cognitiva i conductual del caràcter exploratori que caracteritza a tots els depredadors. Bates parteix de treballs clàssics d'autors com el psicòleg i filòsof americà Daniel Berlyne, per establir tres fases d'aquest comportament exploratori:
1. Respostes d'orientació
2. Exploració locomotriu
3. Respostes d'investigació

D'aquesta descripció es desprèn que el browsing és un procés caracteritzat pel moviment, que es dona en un espai i temps concret, i que la seva naturalesa és eminentment episòdica.
Les investigacions de Barbara H. Kwasnik, professora de la Universitat nord-americana de Syracusa, també han influenciat l'enfocament conductual de Bates. Kwasnik va establir que tot episodi de browsing constava de sis etapes:
1. Orientació al mitjà. Una activitat que continua durant tot l'episodi, no només al principi d'aquest.
2. Senyalització del lloc. Se senyalitza un ítem per una possible segona consideració.
3. Identificació. Reconeixement dels ítems potencialment interessants o potencialment no interessants.
4. Resolució d'anomalies. El subjecte fa esforços per a resoldre les anomalies que es presenten i crear estructures que el permetin orientar-se.
5. Comparació. Aquestes comparacions serveixen per a orientar, identificar i solidificar els objectius.
6. Transició. Moviment d'un ítem a un altre. Es consideren transicions aquells moviments que es fan per acostar-se a un objecte d'interés o per allunyar-se, en el moment en què el subjecte ha identificat alguna cosa o ha exhaurit el seu potencial informatiu.

## Browsing enfront altres estratègies de recerca
Gary Marchionini (1997 p.8), professor i degà de la School of Information and Library Science de Carolina del Nord, distingeix les estratègies de browsing de les analítiques perquè les primeres són heurístiques, de caràcter oportunista i depenen del coneixement de la informació rellevant, mentre que les segones depenen d'una planificació prèvia, del record dels termes de cerca, la reformulació de les cerques i l'examen dels resultats. Les estratègies de browsing demanen una càrrega cognitiva menor i una càrrega d'atenció sostinguda durant el procés d'informació. Atenent a aquesta distinció, el browsing seria una estratègia on no hi ha una intencionalitat definida, i els resultats, quan es donen, es considerarien casos de serendipitat.